# Die Himmel erzählen die Ehre Gottes
Die Himmel erzählen die Ehre Gottes (BWV 76) ist eine Kirchenkantate von Johann Sebastian Bach.

## Entstehung
Das Werk wurde zum ersten Mal am 6. Juni 1723 in der Thomaskirche in Leipzig aufgeführt und ist damit die zweite von Bachs Leipziger Kantaten nach seinem Amtsantritt als Thomaskantor. Wie auch die erst eine Woche zuvor aufgeführte Kantate Die Elenden sollen essen (BWV 75) besteht die Komposition aus zwei Teilen, die ursprünglich jeweils vor und nach der Predigt erklangen. Die aufwändige Gestaltung beider Werke zeigt das große Engagement, mit dem Bach sich der neuen Aufgabe widmete.

## Thematik
Der unbekannte Textdichter greift die Thematik der Evangelienlesung zum 2. Sonntag nach Trinitatis auf, der Bekehrung der Menschen zu Gott. Die Worte des Eingangchores sind die Verse 2 und 4 des Psalm 19. Nach der Aufforderung zum Bekenntnis zu Gott wird in den Sätzen 4 und 5 die Götzenanbetung durch den Großteil der Menschheit beklagt. Im anschließenden Rezitativ folgt der Dank der bekehrten Heiden, bekräftigt durch den Lutherchoral „Es woll uns Gott genädig sein“, der den ersten Teil abschließt. Im zweiten Teil geht die Aufforderung an die „treue Schar“ der Bekennenden, den Hass ihrer Feinde mit Liebe zu vergelten. Auch hier erfolgt wiederum eine abschließende Reflexion des Themas, diesmal durch die 3. Strophe desselben Lutherliedes.

## Besetzung
- Gesangsolisten: Sopran, Alt, Tenor, Bass
- Chor: Sopran, Alt, Tenor, Bass
- Orchester: Trompete, Oboe I/II, Oboe d’amore, Violine I/II, Viola, Soloviolino, Viola da gamba, Basso continuo.

## Aufbau
Erster Teil
1. Coro (Tr, Ob I/II, Vl I/II, Va, Bc): Die Himmel erzählen die Ehre Gottes
2. Recitativo T (Vl I/II, Va, Bc): So lässt sich Gott nicht unbezeuget
3. Aria S (Vs, Bc): Hört, ihr Völker, Gottes Stimme
4. Recitativo B (Bc): Wer aber hört, da sich der größte Haufen
5. Aria B (Tr, Vl I/II, Va, Bc): Fahr hin, abgöttische Zunft
6. Recitativo A (Bc): Du hast uns, Herr, von allen Straßen
7. Choral (Tr, Vl I/II, Va, Bc): Es woll uns Gott genädig sein
Zweiter Teil
8. Sinfonia (Oa, Vg, Bc)
9. Recitativo B (Vl I/II, Va, Vg, Bc): Gott segne noch die treue Schar
10. Aria T (Vg, Bc): Hasse nur, hasse mich recht
11. Recitativo A (Vg, Bc): Ich fühle schon im Geist
12. Aria A (Oa, Vg, Bc): Liebt, ihr Christen, in der Tat
13. Recitativo T (Bc): So soll die Christenheit
14. Choral (Tr, Vl I/II, Va, Bc): Es danke, Gott, und lobe dich

## Musik
Der auffälligste Satz dieser Kantate ist der ungewöhnliche, zweiteilig angelegte Eingangschor: Nach einer kurzen, festlichen Einleitung durch die Solotrompete wird der erste Psalmenvers durch den Chor in Form eines Präludiums vorgetragen. Darauf folgt ein neues Thema für den zweiten Vers in Form einer Fuge, bei der zunächst die vier Solostimmen und danach die vier Chorstimmen nacheinander einsetzend einen beeindruckenden Steigerungseffekt erzielen, der vom abschließenden Einsatz der Trompete gekrönt wird. Bemerkenswert sind auch der 3. Satz, die Sopran-Arie „Hört, ihr Völker, Gottes Stimme“, die von einer konzertanten Solovioline umrahmt wird, und die kontrastierende Bass-Arie des 5. Satzes, bei der wiederum die Solotrompete zum Einsatz kommt.
Während der erste Teil mit einem einleitenden Trompetenstoß die Herrlichkeit Gottes verkündet, beginnt der zweite Teil mit einer intimen kammermusikalischen Sinfonia für Oboe d’amore und eine begleitende Viola da gamba. Insgesamt kontrastiert der zweite Teil im Vergleich zum ersten Teil durch seinen stilleren und kontemplativen Charakter.

## Bezug zu anderen Werken
Verschiedene Textpassagen aus Psalm 19 sind auch noch von anderen Komponisten vertont worden. Der erste Teil des Oratoriums Die Schöpfung (Hob. XXI:2) von Joseph Haydn (1732–1809) endet mit dem Chor Die Himmel erzählen die Ehre Gottes.
Felix Mendelssohn Bartholdy (1809–1847) hat unter dem gleichen Titel eine Motette geschaffen. Sie entstand im Jahre 1820 und trägt das Werkverzeichnis S 81.

## Einspielungen
- J.S. Bach: Cantata No. 76, Hermann Scherchen, Wiener Akademie Kammerchor, Orchester der Wiener Staatsoper, Magda László, Hilde Rössel-Majdan, Petre Munteanu, Richard Standen, Westminster 1952
- Les Grandes Cantates de J.S. Bach Vol. 1, Fritz Werner, Heinrich-Schütz-Chor Heilbronn, Pforzheimer Kammerorchester, Ingeborg Reichelt, Hertha Töpper, Helmut Krebs, Franz Kelch, Erato 1959
- Bach Cantatas Vol. 3 - Ascension Day, Whitsun, Trinity, Karl Richter, Münchener Bach-Chor, Münchener Bach-Orchester. Edith Mathis, Anna Reynolds, Peter Schreier, Kurt Moll, Archiv Produktion 1975
- Die Bach Kantate Vol. 18, Helmuth Rilling, Gächinger Kantorei, Bach-Collegium Stuttgart, Arleen Augér, Helen Watts, Adalbert Kraus, Siegmund Nimsgern, Hänssler 1978
- J.S. Bach: Das Kantatenwerk - Sacred Cantatas Vol. 20, Nikolaus Harnoncourt, Tölzer Knabenchor, Concentus Musicus Wien, Solist des Tölzer Knabenchor, Paul Esswood, Kurt Equiluz, Ruud van der Meer. Teldec 1976
- J.S. Bach: Complete Cantatas Vol. 6, Ton Koopman, Amsterdam Baroque Orchestra & Choir, Ruth Ziesak, Elisabeth von Magnus, Paul Agnew, Klaus Mertens, Antoine Marchand 1997
- J.S. Bach: Cantatas Vol. 9 (Cantatas from Leipzig 1725), Masaaki Suzuki, Bach Collegium Japan, Midori Suzuki, Robin Blaze, Gerd Türk. Chiyuki Urano. BIS 1998
- Bach Edition Vol. 20 – Cantatas Vol. 11, Pieter Jan Leusink, Holland Boys Choir, Netherlands Bach Collegium, Marjon Strijk, Sytse Buwalda, Knut Schoch, Bas Ramselaar. Brilliant Classics 2000.
- Bach Cantatas Vol. 2: Paris/Zürich / For the 2nd Sunday after Trinity / For the 3rd Sunday after Trinity, John Eliot Gardiner, Monteverdi Choir, English Baroque Soloists, Lisa Larsson, Daniel Taylor, James Gilchrist, Stephen Varcoe. Soli Deo Gloria 2000.